# Otto Kurz
Otto Kurz (* 26. Mai 1908 in Wien, Österreich-Ungarn; † 3. September 1975 in London) war ein österreichisch-britischer Kunsthistoriker und Orientalist.

## Leben und Tätigkeit

### Frühe Jahre
Otto Kurz war der Sohn des Arztes Maximilian Kurz (1871–1941) und seiner Ehefrau Anna, geb. Mandel (1883–1941). Nach dem Besuch eines Humanistischen Gymnasiums in Wien studierte er von 1927 bis 1931 Kunstgeschichte und Klassische Archäologie an der Universität Wien. Zu seinen Lehrern dort gehörten Julius von Schlosser, Hans Tietze und Wilhelm Reich. 1931 wurde er mit einer von Schlosser betreuten Arbeit über die frühen Werke Guido Renis promoviert. 1933 bestand er die Staatsprüfung des Österreichischen Instituts für Geschichtsforschung.
Von 1931 bis 1932 war Kurz am Österreichischen Institut für Geschichtsforschung in Wien tätig, wo er unter anderem Assistent von Ernst Kris war. 1932 wurde er Mitarbeiter der Kulturwissenschaftlichen Bibliothek Warburg in Hamburg. 1934 siedelte Kurz mit der Warburg'schen Bibliothek vor dem Hintergrund des Machtantritts der Nationalsozialisten nach London über.

### Laufbahn in Großbritannien
In London wurde Kurz Mitarbeiter von Fritz Saxl. Zudem begleitete er Denis Mahon auf seinen Forschungsreisen nach Italien und bearbeitete 1940 die antiken Funde der französischen Expedition nach Begram in Afghanistan. 1944 wurde Kurz zum zweiten und 1949 zum ersten Bibliothekar des inzwischen der Universität London angeschlossenen Warburg-Institute ernannt. 1962 wurde er als Fellow in die British Academy gewählt.
1965 wurde Kurz an der Universität London Professor für das Nachleben der Antike mit besonderer Berücksichtigung des Nahen Ostens (Professor of the History of the Classical Tradition with special reference to the Near East). Von 1970 bis 1971 war Kurz Gastdozent an der Universität Oxford. Zudem hielt er ab 1964 und 1973 Vorlesungen als Gastdozent an der Hebräischen Universität in Jerusalem. Dort trug er auch maßgeblich zur Erweiterung der Islamischen Sammlung des L. A. Mayer Memorial Institute in Jerusalem bei, die seither als eine der besten Büchereien für islamische Kunst und Archäologie in der Welt gilt.
Kurz plante Mitte der 1970er Jahre, dauerhaft nach Jerusalem überzusiedeln, wodurch es aufgrund seines plötzlichen Todes jedoch nicht mehr kam.
Kurz‘ Forschungsschwerpunkt war die italienische Kunstliteratur und Malerei des Barock, speziell die Bologneser Schule. Daneben setzte er sich intensiv mit deutschen Malern des Mittelalters und mit Themen des Nahen Ostens, wie koptischer Kunst und islamischer Kunst, auseinander. So vertiefte er das Wissen der Fachwissenschaft über Guido Reni und Fra Filippo Lippi, aber auch über Albrecht Dürer. Zudem befasste er sich mit Fragen der Kulturgeschichte und des Kulturkontakts, insbesondere den Beziehungen zwischen Orient und Okzident.

## Familie
Otto Kurz war seit 1937 mit Hilde Schüller (1910–1981), einer Tochter des Nationalökonomens Richard Schüller verheiratet, die ihn bei seinen Forschungen unterstützte. Beide hatten eine Tochter Erica (* 1940). Nach einer Gehirnoperation war sie seit 1957 halbseitig gelähmt und wurde seither von ihm zu Hause gepflegt.

## Schriften
Monographien
- mit Ernst Kris: Die Legende vom Künstler. Ein geschichtlicher Versuch. Krystall-Verlag, Wien 1934 (Nachdrucke 1980 und 1995).
- Fakes. A Handbook for Collectors and Students. London 1948 (Nachdruck 1967).
- Bolognese Drawings of the 17th and 18th Centuries in the Collection of Her Majesty the Queen at Windsor Castle. London 1955.
- European Clocks and Watches in the Near East (= Studies of the Warburg Institute 34). London 1975.
- The Decorative Arts of Europe and the Islamic East. Selected Studies (= Studies in the History of European Art 1). London 1977.
- Selected Studies. London 1982.

Herausgeber
- mit Ernst Gombrich und Julius Held: Essay in Honor of Hans Tietze 1880–1954. Paris 1958.
- Leo Aryeh Mayer: Bibliography of Jewish Art. Jerusalem 1967.
- mit Richard Ettinghausen: Leo Aryeh Mayer: Mamluk Playing Cards. Leiden 1971.
- mit Richard Ettinghausen: The L. A. Mayer Memorial Studies in Islamic Art and Archaeology. Leiden 1972.

Aufsätze
- Guido Reni, in: Jahrbuch der Kunsthistorischen Sammlungen in Wien, 11, 1937
- A sculpture by Guido Reni, in: Burlington Magazine 81, 1942
- Shakespeare and the Shaven Hercules, in: Burlington Magazine 87, 1945, S. 175–176.
- Filippino Lippi's ‘Worship of the Apis‘, in: Burlington Magazine 89, 1947, S. 145–147.
- A Sculptor of the Danube School, in: Burlington Magazine 91, 1949, S. 217–218.
- ‘Gli amori de' Carracci‘ Four forgotten Paintings by Agostino Caracci, in: Journal of the Warburg and Courtauld Institutes 14, 1951, S. 221–223.
- Metz Unmuss, in: Zeitschrift für Schweizerische Archäologie und Kunstgeschichte, 14, 1953, S. 86–88.
- ‘Huius Nympha Loci‘ A Pseudo-Classical Inscription and a Drawing by Dürer, in: Journal of the Warburg and Courtauld Institutes 16, 1953, S. 171–177.
- Bégram et l'occident gréco-romain. In: Joseph Hackin: Nouvelles Recherches Archéologiques á Bégram (= Mémoires de la Délégation archéologique française en Afghanistan 11). 1954, S. 91–150.
- "A Coptic Miniature at Leiden", in: "Nederlands Kunsthistorisch Jaarboek" 5, 1954, S. 265–270.
- "Engravings on Silver by Annibale Carracci", in: Burlington Magazine 97, 1955, S. 282–287.
- "A Group of Florentine Drawings for an Altar", in: Journal of the Warburg and Courtauld Institutes 18, 1955, S. 35–53.
- Julius von Schlosser. Personalitá, Meotod, Lavoro, in: Critica d'arte Nuova 2, 1955, S. 402–419.
- "In Memoriam Hans Tietze", in: Arte Veneta 9, 1955, S. 238–239.
- "Falsi affreschi medioevali in Germania", in: Sele Arte 4, 1955, H 21, S. 37–41.
- "A Fishing Party at the Court of William VI, Count of Holland, Zeeland, and Haisnault. Noted on a Drawing in the Louvre", in: Oud Holland 71, 1956, S. 117–131.
- "The Present State of the Berlin museums", in: Burlington Magazine 98, 1956, S. 235–238.
- "Rowland Locky", in: Burlington Magazine 99, 1957, S. 13–16.
- "Van Dyck and Reni", in: Festschrift D. Roggen, 1957, S. 179–182.
- "Sannazaro and Mantegna", in: Festschrift Riccardo Filangieri, 1959, Bd. 2, S. 277–283.
- "Barocco. Storia di Una Parola", in: Lettere Italiane 12, 1960, S. 414–444.
- "Dürer, Leonardo and the Invention of the Ellipsograph", in: Raccolta Vinciana 18, 1960, S. 15–25.
- "Forgeries of Marginal Drawings in the Style of Leonardo da Vinci", in: Raccolta Vinciana 18, 1960, S. 27–44.
- "The 'Bonus Eventus Relief' in the British Museum", in: Journal of the Warburg and Courtauld Institutes 25, 1962, S. 335–337.
- "An Early Copy of the 'Battle of Anghiari'", in: Raccolta Vinciana 19, 1963, S. 129–135.
- "Varnishes, Tinted Varnishs and Patina", in: Burlington Magazine 104, 1962, S. 56–59.
- "Barocco. Storia di un Concetto", in: Barocco Europeo e Barocco Veneziano, Florenz 1963, S. 15–33.
- "Timo the Painter", in: Burlington Magazine 105, 1963, S. 94–97.
- "Three Armenian Miniatures in the Fitzwilliam Museum, Cambridge", in: Festschrift Eugéne Tisserant, 1964, Bd. 2, S. 271–279.
- "La storiografia artistica del '600 in Europa", in: Il Mito del Classicismo nel '600, Messina 1964, S. 47–60.
- "A Copy after the Master E. S. on a Jewish Bookbinding", in: Record of the Art Museum Princeton University 24, 1965, S. 3–11.
- "Künstlerische Beziehungen zwischen Prag und Persien zur Zeit Kaiser Rudolfs II. und Beiträge zur Geschichte seiner Sammlungen", in: Umeni 14, 1966, S. 461–489.
- "Four Tapestries after Hieronymus Bosch", in: Journal of the Warburg and Courtauld Institutes 30, 1967, S. 150–162.
- "A Volume of Mughal Drawings and Miniatures", in: Journal of the Warburg and Courtauld Institutes 30, 1967, S. 251–271.
- "Hagenauer, Posch, and Mozart", in: Burlington Magazine 110, 1968, S. 325–328.
- "A gold Helmet Made in Venice for Sultan Sulayman the Magnificent", in: Gazette des Beaux-Arts 74, 1969, S. 249–258.
- "A Mexican Amulet against Kidney Stones", in: Festschrift Walter Pagel, 1972, S. 81–85.
- "The Date of the Alexandrian World Chronicle", in: Festschrift Otto Pächt 70. Geburtstag, 1973, S. 17–22.
- mit Hilde Kurz: The Turkish Dresses in the Costume-Book of Rubens, in: Nederlands Kunsthistorisch Jaarboek 23, 1973, S. 275–290 (Digitalisat).
- "Folding Chairs and Koran Stands", in: Islamic Art in the Metropolitan Museum of Art, New York 1973, S. 299–314.
- "Libri cum characteribus ex nulla materia compositis", in: Israel Oriental Studies 2, 1973, S. 240–247.
- "Early Art Forgeries from the Renaissance to the 18th Century", in: Journal of the Royal Society of Arts 121, 1973, S. 74–90.
- "Deus Alea Ludens", in: Filosofia 24, 1973, S. 3–12.
- "Lion-Masks with Rings in the West and in the East", in: Scripta Hierosolymitana 24, 1973, S. 22–41.
- "Pictorial Records of Favart's Comedy 'Les Trois Sultanes'", in: Festschrift Charles Sterling 1975, S. 311–317.
- "The Strange History of the Alhambra Vase", in: Al-Andalus 40, 1975, S. 205–212.